# Hirpini
Hirpini (Oudgrieks: Ἱρπινοί / Hirpinoí) waren de zuidelijkste volksstam van de Samnieten (huidige provincie Avellino).
Ze bewoonden een groot bergdal van de Apennijnen, dat ten westen werd ingesloten door Campanië, ten zuiden door Lucanië, ten oosten door Apulië en ten noorden door de Caudini. Hun gebied telde naast hun hoofdstad Aeculanum, ook de steden Equus Tuticus, Aquilonia en Compsa.

## Antiek bronnen
- Livius, Ab Urbe condita XXII 13, XXIII 37, XXVII 15.

## Referentie
- art. Hirpini, in F. Lübker - trad. ed. J.D. Van Hoëvell, Classisch Woordenboek van Kunsten en Wetenschappen, Rotterdam, 1857, p. 448.